# خسوس روئدا (بازیکن فوتبال)
خسوس روئدا (اسپانیایی: Jesús Rueda‎؛ زادهٔ ۱۹ فوریهٔ ۱۹۸۷) بازیکن فوتبال اهل اسپانیا است.
از باشگاه‌هایی که در آن بازی کرده‌است می‌توان به رئال وایادولید، کوردوبا، و باشگاه فوتبال بیتار اورشلیم اشاره کرد.